# ريتشارد روبر
ريتشارد روبر (بالإنجليزية: Richard Rober)‏ هو ممثل أمريكي، ولد في 14 مايو 1910 بروتشستر في الولايات المتحدة، وتوفي في 26 مايو 1952 بسانتا مونيكا في الولايات المتحدة بسبب حادث مرور.

## أعمال

### أفلام
- (1950) بورت أوف نيويورك
- (1951) البئر

## وصلات خارجية
- ريتشارد روبر على موقع IMDb (الإنجليزية)
- ريتشارد روبر على موقع ألو سيني (الفرنسية)
- ريتشارد روبر على موقع أول موفي (الإنجليزية)
- ريتشارد روبر على موقع قاعدة بيانات برودواي على الإنترنت (الإنجليزية)
- ريتشارد روبر على موقع قاعدة بيانات الأفلام السويدية (السويدية)
- ريتشارد روبر على موقع إن إن دي بي (الإنجليزية)
- ريتشارد روبر على موقع قاعدة بيانات الفيلم (الإنجليزية)
- ريتشارد روبر على موقع كينوبويسك (الروسية)